# Bangiku
Bangiku (晩菊, lit. "crisântemo noturno") (bra: A Flor do Crepúsculo/prt: Crisântemos Tardios) é um filme de drama japonês de 1954 dirigido por Mikio Naruse. Sua história gira em torno de quatro gueixas aposentadas e suas lutas para sobreviver em Tóquio após a Segunda Guerra Mundial. O filme é baseado em três contos da escritora Fumiko Hayashi.

## Sinopse
Bangiku retrata as vidas de quatro gueixas já aposentadas, Kin, Tamae, Tomi e Nobu, durante um período de quatro dias consecutivos. Kin é uma agiota e empresária impiedosa que insiste que deve ser paga por suas ex-irmãs gueixas Tamae, Tomi e Nobu. Seu consultor financeiro, Itaya, tenta convencê-la a comprar terras no interior, no campos, pois os preços estão constantemente aumentando de valor.
Tamae e Tomi, ambas viúvas, moram juntas. Tamae sofre de enxaquecas e, como resultado, não consegue trabalhar com a frequência que gostaria e deveria em um emprego de faxineira em um hotel. Ela também está descontente com o relacionamento de seu filho Kiyoshi com uma mulher mais velha, que o paga para fazer seu trabalho. Tomi não consegue pagar suas dívidas devido ao seu vício em jogos de azar. Ela lamenta o próximo casamento de sua filha Sachiko com um homem mais velho e tenta persuadi-la a não realiza-lo. Nobu dirige um restaurante com o marido, frequentado pelas outras ex-gueixas.
Seki, um ex-cliente de Kin, que foi enviado para a prisão depois de tentar matá-la e cometer suicídio após essa tentativa, tenta pedir dinheiro emprestado a ela, mas rapidamente recebe um não. Kin fica animada quando ouve que seu ex-patrono e amante, o ex-soldado Tabe, está retornando a Tóquio. Para sua decepção, Tabe também quer seu dinheiro emprestado. Ela diz não ao seu pedido e queima a foto que tinham juntos para apagar todas as memórias restantes com Tabe.
Tamae e Tomi acabam sendo deixadas sozinhas quando Kiyoshi parte para Hokkaido com o objetivo de trabalhar lá e Sachiko indo morar com seu futuro marido. Kin ouve de Nobu que Seki foi preso por um crime relacionado a dinheiro, mas ela não se importa muito com a situação. Kin entra num trem com Itaya para inspecionar possíveis imóveis no campo que ela planeja adquirir.

## Elenco
- Haruko Sugimura como Kin
- Chikako Hosokawa como Tamae
- Yuko Mochizuki como Tomi
- Sadako Sawamura como Nobu
- Ken Uehara como Tabe
- Hiroshi Koizumi como Kiyoshi
- Ineko Arima como Sachiko
- Bontaro Miake como Seki
- Sonosuke Sawamura como Sentarō
- Daisuke Katō como Itaya

## Fonte literária
Bangiku é baseado nos contos de Fumiko Hayashi, Bangiku (1948), Shirasagi (1949) e Suisen (1949). A história de Bangiku, no qual é mais focado em contar a trajetória da personagem Kin, foi traduzida para o inglês por Lane Dunlop e está disponível na antologia A Late Chrysanthemum: Twenty-One Stories from the Japanese. Suisen, que inspirou a subtrama relacionada a Tamae e seu filho Kiyoshi, foi traduzido por Joan E. Ericson e está incluído em seu livro Be a Woman: Hayashi Fumiko and Modern Japanese Women's Literature.

## Recepção
Bangiku ficou em 7º lugar na lista da Kinema Junpo dos dez melhores filmes japoneses de 1954, mas não ficou imune de algumas críticas. Os críticos de cinema Heiichi Sugimoto e Shinbi Iida reconheceram a caracterização das protagonistas femininas, que ultrapassava os estereótipos dos filmes da época, e as atuações do elenco principal (Haruko Sugimura, geralmente escalada para papéis coadjuvantes, tem um de seus poucos papéis principais neste filme), mas culpou a falta de profundidade de psicológica das personagens em comparação com as histórias originais de Hayashi.
Em contrapartida, Bangiku é frequentemente considerado uma dos melhores filmes feitos por Naruse. Em sua análise de 2006 no Chicago Reader, Jonathan Rosenbaum intitulou o filme como uma "obra-prima", destacando sua "energia e retrato vívido". Keith Uhlich da Slant Magazine concedeu ao filme quatro estrelas e chamou-o de "o filme mais perfeito de Naruse".

## Prêmios
- Prêmio Blue Ribbon de Melhor Atriz Coadjuvante para Yūko Mochizuki[15]

## Legado
Bangiku foi exibido em vários institutos importantes, notadamente no Berkeley Art Museum e Pacific Film Archive em 1985, no Museu de Arte Moderna de Nova York em 1985, no Harvard Film Archive em 2005 e no Gene Siskel Film Center em 2006.